# Annie Award
Annie Award är filmpris som delas ut av International Animated Film Society ASIFA-Hollywood, varje år sedan 1972. Utmärkelsen tilldelas personer och verk inom den animerade filmen, och beaktas som en av branschens absolut främsta.
Fram till och med 1991 delades huvudsakligen två priser ut per år - vid sidan av Annie-statyetten, som tilldelas personer som under det gångna året har gett "utmärkande bidrag till animationskonsten", även hederspriset "Winsor McCay Award", ett life time award.
1992 utökades statyetterna till att även inkludera utmärkelser till enskilda verk - "Bästa långfilm", "Bästa TV-program" och "Bästa TV-reklam". Antalet statyetter har därefter fortsatt att expandera; 2006 utdelades 26 statyetter och har idag kommit att bli den animerade filmens motsvarighet till Oscarstatyetterna.

## Pris för bästa långfilm
- 1992 Skönheten och odjuret

Övriga nominerade: Bebe's Kids och Fern Gully - Den sista regnskogen
- 1993 Aladdin

Övriga nominerade: Det var en gång en skog och Nemos äventyr i Drömmarnas land (Japan)
- 1994 Lejonkungen

Övriga nominerade: Batman möter mörkrets härskare och The Nightmare Before Christmas
- 1995 Pocahontas

Övriga nominerade: Janne Långben - The Movie och Svanprinsessan
- 1996 Toy Story

Övriga nominerade: Balto, Ghost in the Shell (Japan), James och jättepersikan och Ringaren i Notre Dame
- 1997 Katter dansar inte

Övriga nominerade: Herkules och Space Jam
- 1998 Mulan

Övriga nominerade: Anastasia, Det magiska svärdet - kampen om Camelot och I Married a Strange Person!
- 1999 Järnjätten

Övriga nominerade: Ett småkryps liv, Prinsen av Egypten, South Park: Bigger, Longer & Uncut och Tarzan
- 2000 Toy Story 2

Övriga nominerade: Fantasia 2000, Flykten från hönsgården, Titan A.E. och Vägen till El Dorado
- 2001 Shrek

Övriga nominerade: Blood: The Last Vampire (Japan), Kejsarens nya stil och Osmosis Jones
- 2002 Spirited Away (Japan)

Övriga nominerade: Ice Age, Lilo & Stitch, Monsters, Inc. och Spirit - Hästen från vildmarken
- 2003 Hitta Nemo

Övriga nominerade: Björnbröder, Looney Tunes: Back in Action, Millennium Actress (Japan) och Trion från Belleville (Frankrike)
- 2004 Superhjältarna

Övriga nominerade: Ghost In The Shell 2: Innocence (Japan), Shrek 2 och Svampbob Fyrkant – Filmen
- 2005 Wallace & Gromit: Varulvskaninens förbannelse

Övriga nominerade: Corpse Bride, Det levande slottet (Japan), Lilla kycklingen och Madagaskar
- 2006 Bilar

Övriga nominerade: Bortspolad, Ice Age 2, Monster House och På andra sidan häcken
- 2007 Råttatouille

Övriga nominerade: Bee Movie, Persepolis, The Simpsons: Filmen och Surf's Up
- 2008 Kung Fu Panda

Övriga nominerade: $9.99, Bolt, WALL-E och Waltz with Bashir (Israel)
- 2009 Upp

Övriga nominerade: Coraline och spegelns hemlighet, Den fantastiska räven, Det regnar köttbullar, Prinsessan och grodan och The Secret of Kells
- 2010 Draktränaren

Övriga nominerade: Dumma mej, Illusionisten, Toy Story 3 och Trassel
- 2011 Rango

Övriga nominerade: A Cat in Paris (Frankrike), Arrugas (Spanien), Arthur och julklappsrushen, Bilar 2, Chico y Rita (Spanien), Kung Fu Panda 2, Mästerkatten, Rio och Tintins äventyr: Enhörningens hemlighet
- 2012 Röjar-Ralf

Övriga nominerade: De fem legenderna, Frankenweenie, Hotell Transylvanien, Le Chat du Rabbin (Frankrike), Modig, ParaNorman och Piraterna!
- 2013 Frost

Övriga nominerade: Croodarna, Det blåser upp en vind (Japan), Dumma mej 2, Momo e no tegami (Japan), Monsters University och Victor och Josefine (Frankrike)
- 2014 Draktränaren 2

Övriga nominerade: Big Hero 6, The Boxtrolls, Cheatin', Havets sång, Lego-filmen, Manolos magiska resa och Sagan om prinsessan Kaguya (Japan)
- 2015 Insidan ut

Övriga nominerade: Anomalisa, Den gode dinosaurien, Fåret Shaun - Filmen och Snobben: The Peanuts Movie
- 2016 Zootropolis

Övriga nominerade: Hitta Doris, Kubo och de två strängarna, Kung Fu Panda 3 och Vaiana
- 2017 Coco

Övriga nominerade: Baby-bossen, Bilar 3, Dumma mej 3 och Kapten Kalsong: Filmen
- 2018 Spider-Man: Into the Spider-Verse

Övriga nominerade: Grottmannen Dug, Isle of Dogs, Röjar-Ralf kraschar internet och Superhjältarna 2
- 2019 Klaus

Övriga nominerade: Draktränaren 3, Frost 2, Mysteriet om Herr Länk och Toy Story 4
- 2020 Själen

Övriga nominerade: Croodarna 2: En ny tid, Framåt, Syskonen Willoughby och Trolls 2: Världsturnén
- 2021 Familjen Mitchell mot maskinerna

Övriga nominerade: Encanto, Luca, Raya och den sista draken och Sing 2
- 2022 Guillermo del Toros Pinocchio

Övriga nominerade: Havsmonstret, Mästerkatten 2, Röd och Wendell & Wild
- 2023 Spider-Man: Across the Spider-Verse

Övriga nominerade: Nimona, Pojken och hägern (Japan), Suzume (Japan) och Teenage Mutant Ninja Turtles: Mutant Mayhem
- 2024 Den vilda roboten

Övriga nominerade: Den där julen, Insidan ut 2, Kung Fu Panda 4, Ultraman: Rising och Wallace & Gromit: Hämnden har vingar